# 레르몬톱스키 프로스펙트역
레르몬톱스키 프로스펙트 역(러시아어: Лермонтовский проспект)은 모스크바 지하철 타간스코 크라스노프레스넨스카야 선의 역이다.
모스크바 순환 고속도로 뒤에 위치한 우키노 지역에 위치한다. 코시노 철도 플랫폼에서 약 500m(1,600ft) 거리에 위치한 MCAD 뒤쪽에 위치하고 있다. 
비키노 역을 분산시키기 위해 이 역과 줄레비노 역의 건설이 필요하였고, 건설 무렵만해도 모스크바 메트로에서 가장 많이 이용하는 역이었다가 2019년 6월 3일 네크라솝스카야 선(15호선)이 개통하면서 이용객이 감소되는 추세이다.

## 역사
레르몬톱스키 프로스펙트 역은 2013년 11월 9일에 개장했다.

## 구조
1면 2선의 섬식 플랫폼 구조이고, 지하 역사이다. 레르몬톱스키 프로스펙트 역은 출입구가 총 5개 있다.

## 환승
레르몬톱스키 프로스펙트 역에서는 네크라솝스카야 선 코시노 역과 환승이 가능하다. 이 역의 서쪽 대합실과 네크라솝스카야 선 역사의 남쪽 대합실과 연결된다. 당 역에서의 환승 노선과 볼샤야 콜체바야 선과 연결되어 직결 운행될 예정이다.